# Vinylskiva

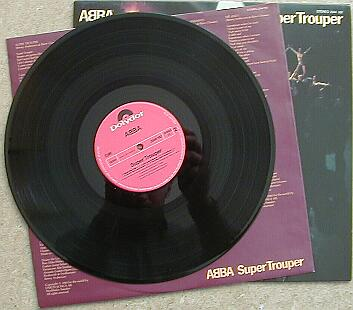
Exempel på vinylskiva: Abba:s Super Trouper från 1980.

En vinylskiva är en grammofonskiva av vinylplast. Den var det dominerande uppspelningsmediet i musikbranschen mellan cirka 1950 och 1990.

## Beskrivning
Skivan som oftast är 7, 10 eller 12 tum (motsvarande 178, 254 och 304 mm) i diameter och 1–3 mm tjock spelas upp med hjälp av en grammofon/skivspelare, där en nål (fäst på ett tonhuvud eller "pickup") på en (ton)arm läser av de graverade spåren i skivan. Under tiden roterar skivan med en hastighet av 33⅓ (LP) eller 45 (EP, singel) varv per minut (rpm).
Med vinylskivan kom stereon (stereofonin) som ljudåtergivningsmetod.

## Historia
Föregångaren till vinylskivan var den så kallade 78-varvaren vilken byggde på samma grundläggande teknik men på grund av skillnader i material och gravyr hade kortare speltid och lättare gick sönder. Ljudet återgavs i mono (monofoni). De första vinylskivorna tillverkades i början av 1930-talet av RCA men lanseringen blev då ingen succé.
Genombrottet kom den 21 juni 1948 då skivbolaget Columbia lanserade den första LP:n med varvtalet 33 varv/minut. Columbias största konkurrent, RCA, följde snabbt efter och lanserade i februari 1949 vinylsingelskivan i storleken sju tum med 45 varv/minut. Dessa båda, ursprungligen konkurrerande, format skulle bli de två dominerande typerna av vinylskivor.
Till en början gavs LP-skivor ut i både storleken tolv tum och tio tum, där de förra var avsedda för klassisk musik och de senare för populärmusik, men i mitten av 1950-talet blev tolvtums-formatet standard för alla LP. 1952 lanserades EP som var ett vanligt och populärt format fram till och med slutet av 1960-talet.
1954 gick försäljningen av vinylskivor för första gången förbi 78-varvare i USA, och 1957 upphörde produktionen av 78-varvare helt i USA liksom i stora delar av västvärlden (i bland annat Sovjetunionen, Asien och Sydamerika dröjde vinylskivans genomslag dock längre.) Vid denna tid började det också ges ut vinylskivor med stereoljud.

## Vinylens återkomst
2006 såldes 858 000 vinylskivor i USA. Sedan dess har försäljningen av vinylskivor i USA och Storbritannien stadigt ökat och var år 2008 uppe i två miljoner sålda skivor enligt mätinstitutet Nielsen Company, en ökning på mer än 100%. Internationellt erkända skivbolag som EMI records, Warner Music och Universal Music försökte möta efterfrågan på vinylskivor genom att släppa ett flertal nya album i det analoga formatet.
I USA sålde vinylskivor år 2022 i större mängd än CD-skivor för första gången sedan 1987 med 41,3 miljoner sålda exemplar. I Storbritannien såldes det 5,9 miljoner vinylskivor 2023. Försäljningen ökade för sextonde året i följd, och man hade den starkaste tillväxten av vinylförsäljning för ett år under hela 2000-talet. I Sverige ökade försäljningen av vinylskivor 2023 med 4% jämfört med föregående år och stod för 4% av all musikförsäljning.

## Tekniska detaljer
Vinylskivans ljudmässiga kvalitet beror på en rad faktorer. 
En högre spårhastighet, eller sträcka per sekund som nålen läser av när den roterar, medger att högre frekvenser kan återges. Spårhastigheten är kombinationen av varvtal och diameter, och i tabellen nedan framgår till exempel att LP-skivans första spår trots ett lägre varvtal har en högre spårhastighet (510 mm/s) än EP-skivans första spår (397 mm/s) då LP-skivans diameter är större.  
| Format | RPM | d1,nom (in) | d1 (in)     | d1 (mm) | d2 (in) | d2 (mm) | v1 (mm/s) | v2 (mm/s) |
| ------ | --- | ----------- | ----------- | ------- | ------- | ------- | --------- | --------- |
| EP     | 45  | 7           | 6+5/8       | 168,28  | 4+1/4   | 107,95  | 396,50    | 254,35    |
| LP     | 33  | 7           | 6+5/8       | 168,28  | 4+1/4   | 107,95  | 293,70    | 188,41    |
| LP     | 33  | 10          | 9+1/2       | 241,30  | 4+3/4   | 120,65  | 421,15    | 210,57    |
| LP     | 33  | 12          | 11+1/2      | 292,10  | 4+3/4   | 120,65  | 509,81    | 210,57    |
| 78 RPM | 78  | 10          | 9+1/2+0,02  | 241,81  | 3+3/4   | 95,25   | 987,57    | 389,01    |
| 78 RPM | 78  | 12          | 11+1/2+0,02 | 292,61  | 3+3/4   | 95,25   | 1 195,04  | 389,01    |

En lägre spårhastighet gör det svårare för nålen att följa spåret, vilket är mest märkbart om ljudsignalen har hög volym i det högfrekventa området. Nålen kommer då att inte fullt ut kunna följa spårets variationer vilket kan ge upphov till en försämrad kvalitet hos ljudsignalen benämnt IGD (Inner-Groove Distortion, innerspårsdistortion). Vid inspelningstillfället kan risken för IGD minskas genom att placera låtar med måttlig volym på de innersta delarna av skivan. Vid uppspelningstillfället kan risken för IGD minskas genom att skivspelare och nål har hög kvalitet och är korrekt injusterade.
Några andra faktorer som är avgörande för att uppnå ett bra ljud är vinyl-materialets kvalitet, samt noggrannheten i tillverkningstekniken. Utöver skivans egenskaper så har olika delar i avspelningsutrustningen som pickup, skivtallrikens lagring, tonarmens styvhet/lagring, förstärkare och högtalare med mera stor betydelse för den slutgiltiga ljudupplevelsen. 
Ett kort tag på 70-talet gjordes försök med 4-kanals stereo, där de fyra inspelade ljudkanalerna vidarebefordrades till fyra högtalare för en förstärkt rumsupplevelse. Inom ett år lancerades tre olika fyrkanalsystem där varken skivor eller utrustning var kompatibla. Dessa ljudsystem fick inte någon större utbredning, bland annat på grund av den förvirring de olika konkurrerande standarder skapade hos konsumenterna samt höga kostnader.

## Vanliga format

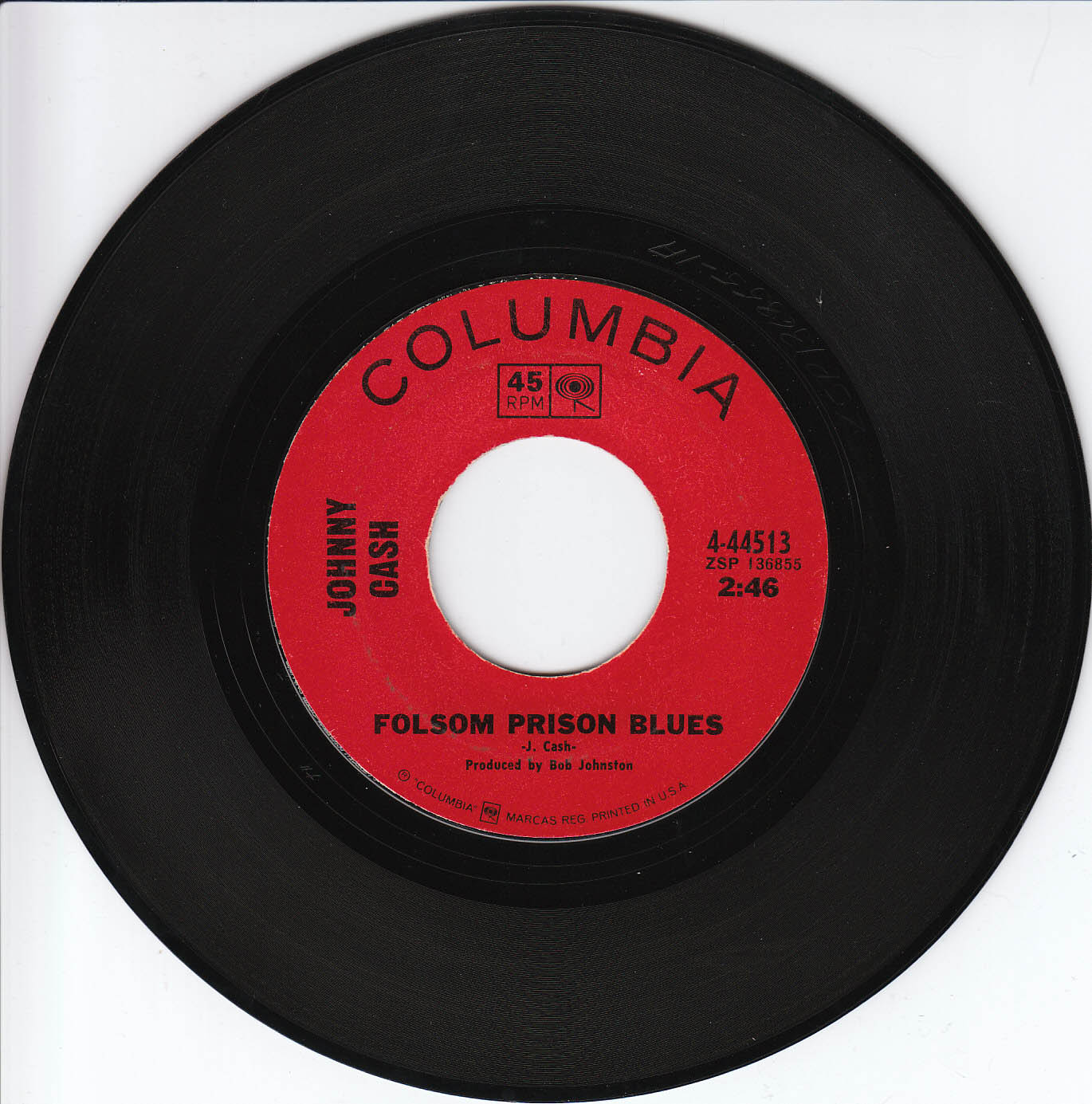
Folsom Prison Blues av Johnny Cash på en singel utgiven av Columbia Records.

- LP ("long-playing") 12" (30 cm) 33⅓ rpm
- Singel på 7" (17.5 cm) 45 rpm
- EP på 7" (17.5 cm) (med flera låtar på vardera sida) 45 rpm, även 33⅓ rpm förekommer
- Maxisingel på 12" (30 cm) 45 rpm

## Mindre vanliga format
- 10" (25 cm) med 33⅓ rpm eller 45 rpm
- 16⅔ rpm för röstinspelning, men användes även för musik en väldigt kort tid på slutet av 60-talet och början på 70-talet.
- Andra storlekar (5" (12 cm), 6" (15 cm), 8" (20 cm), 9" (23 cm), 11" 28 cm), 13" (33 cm))
- "Bildskivor" eller speciella former i 12" (30 cm), 10" (25 cm) och 7" (17.5 cm)
- "Flexi-disc" (på svenska: flexi), gjorda av ett tunt sladdrigt plastmaterial, medföljde oftast musiktidningar.
- MP 1980 uppfann skivbolaget Sonet ett nytt format, ett mellanting mellan EP och LP. Formatet döptes till MP, en förkortning, av ”medium play”. Storleken på en MP var densamma som en LP men med 45 varvs hastighet och tre låtar på varje sida.